# Czisztijja
Czisztijja (pers. ‏چشتیه‎) Čištiyya – tarika (zakon suficki) powstała w X w. w miasteczku Cziszt pod Heratem. Za założyciela uważany jest Abu Iszaq Szami, natomiast najsławniejszym przedstawicielem tej tradycji był Moinuddin Chishti. W pierwszej połowie XX w. ruch ten propagował na Zachodzie Inayat Khan. Główne cechy tego ruchu to: tolerancja, otwartość, dobroczynność i unikanie kontaktów z aparatem władzy.